# Сыртланов, Алиоскар Шахайдарович
Алиоскар Шахайдарович (Шах-Айдарович) Сыртланов (баш. Ғәлиасҡар Шаһихәйҙәр улы Сыртланов, 1875—1912) — башкирский дворянин из рода Сыртлановых, депутат Государственной Думы III созыва от Уфимской губернии. Подполковник в отставке, присяжный поверенный. Сын дворянина Шахайдара Сыртланова.

## Краткая биография
Происходил из башкирского дворянского рода Сыртлановых; родился в 1875 году в селе Шланлыкулево Белебеевского уезда Уфимской губернии.
Обучался в Оренбургском Неплюевском кадетском корпусе и военном училище и как лучший по успехам был зачислен в лейб-гвардии Литовский полк. Затем в 1903 году окончил с отличием (по 1 разряду) Александровскую военно-юридическую академию и поступил на службу в Главное военно-судебное управление Военного министерства, был адвокатом в Санкт-Петербургском военном суде.
В 1906 году был назначен помощником военного прокурора в Киев, но не пожелав ехать туда, в конце года вышел в отставку с чином капитана и вступил в адвокатуру Санкт-Петербурга помощником присяжного поверенного; затем был присяжным поверенным. Провёл около 500 уголовных и 40 политических процессов. Выступал защитником на процессе в отношении вице-адмирала З. П. Рожественского, адмирала Н. И. Небогатова, генерал-лейтенанта А. М. Стесселя, обвиненных в поражении армии и флота в Русско-японской войне. Также выступил адвокатом по делу бывшего депутата Думы 2-го созыва К. Г. Хасанова, по делу медресе Иж-Буби.
В годы революции 1905—1907 годов Сыртланов, вместе с С. С. Джантуриным, защищал идею территориальной автономии восточно-тюркских народов.
В 1907 году Шахайдар Сыртланов передал своему сыну земельную собственность в размере 350 десятин и в связи с этим Галиаскар Сыртланов смог баллотироваться в Государственную думу III созыва; 16 октября 1907 года был избран в состав Думы, где вошел в мусульманскую фракцию и стал одним из наиболее её активных ораторов. Выступал в качестве докладчика по двум законопроектам. Также в должности депутата занимался проблемами мусульманского паломничества — хаджа. Оказывал финансовую поддержку женевской секции Комитета помощи политическим каторжанам.
Сыртланов принадлежал к числу наиболее активных и влиятельных деятелей в мусульманской среде Санкт-Петербурга. В 1910 году он был избран председателем Мусульманского благотворительного общества Санкт-Петербурга, который возглавлял до своей трагической гибели в августе 1912 года в Уфе. По официальной версии:

«Седьмого августа в 3 часа утра в доме № 76 по Пушкинской улице потомственный дворянин Даут Махмутович Шейхали, разряжая браунинг, по неосторожности застрелил своего зятя, члена Государственной думы, потомственного дворянина Али-Оскара Шайхадаровича Сыртланова, 36 лет».
Современные историки склонны считать, что, возможно, официальная версия не правдива.
Похоронен на магометанском кладбище г. Уфы рядом с семейным склепом генерал-майора Махмуда Шейх-Али (IX квартал).

## Семья
Жена — Амина  в девичестве Шейх-Али (1884 — после 1939, Франция) — общественный деятель. Председатель «Петроградского мусульманского просветительского общества». Дочь генерал-майора Махмуда Магомедовича Шейх-Али и помещицы Маги-Парваз Шейх-Али (в девичестве Алкина). 

«После смерти Галиаскара в 1912 г. деятельное участие в общественной жизни принимала его супруга Амина Сыртланова. После начала Первой мировой войны она стала одним из членов ЦК российских мусульманских общественных организаций, объединивших мусульманские благотворительные общества для помощи фронту.»
После 1917 года эмигрировала, поселилась в Париже (Amina Hanum Syrtlanoff).  Досточтимый мастер ложи «Аврора» в 1929 году, член ложи по 1939 год.